# Пелей
Пелей (др.-греч. Πηλεύς, лат. Peleus) — мифический царь Фтии в Фессалии, сын мудрого эгинского правителя Эака, отец Ахилла. Неоднократно упомянут в «Илиаде» и «Одиссее» (XI 467). На его свадьбе с Фетидой разгорелся спор богинь Афродиты, Афины и Геры за звание прекраснейшей (см. яблоко раздора), с чего исчисляют историю Троянской войны.

## Мифология
Сын эгинского царя Эака и Эндеиды, по версии — дочери кентавра Хирона, по отцу внук Зевса.
Братом Пелея был Теламон, друг величайшего из героев — Геракла. Пелей — аргонавт, сидел на носовых вёслах с братом. Выступал в погребальных играх по Пелию в борьбе, победил, или же его победила Аталанта. Участвовал во взятии Трои Гераклом. Принимал участие в битве кентавров с лапифами. Царь мирмидонян во Фтии, что в Фессалии.
На Эгине братья из зависти погубили своего единокровного брата Фока, превосходившего их в атлетических состязаниях, и были изгнаны. Пелей бежал во Фтию, где был радушно принят её царём Евритионом, который очистил его от скверны убийства. Пелей женился на его дочери Антигоне и получил третью часть царства. Вместе с Евритионом Пелей участвовал в Калидонской охоте, во время которой случайно убивает Евритиона. Он снова должен искать очищения и бежал в Иолк к царю Акасту.
По другой версии, его очистил царь Фтии Актор, который был бездетным и передал власть Пелею. Либо бежал к Кеику из Трахина, но очистил его царь Акаст. Позже царь Акаст пытался погубить Пелея, так как его жена Астидамия оклеветала героя, но неудачно. Астидамия воспылала страстью к Пелею, но будучи отвергнута обвинила его, что он насильно до неё домогался. Супруга Пелея Антигона в отчаянии повесилась. Акаст по навету своей супруги решает погубить Пелея, для чего (не желая прямо поднимать руку на него и тем самым нарушить законы гостеприимства) приглашает Пелея охотиться на гору Пелион, обиталище кентавров, где оставляет Пелея им на растерзание, похитив у него оружие. Однако его спас Хирон (приходившийся ему дедом по матери). Впоследствии Пелей отомстил, завоевав Иолк и жестоко казнив Акаста и его жену.
Дочерью Пелея и Антигоны была Полидора. 
По некоторым источникам Пелей именуется возлюбленным Гефеста[прояснить].

## Пелей и нереида Фетида
По замечанию М. Л. Гаспарова, это один из самых популярных греческих мифов.
Когда от Прометея Зевсу стало известно, что от его брака с богиней Фетидой должен родиться сын, который станет могущественнее своего отца и свергнет его с престола, Зевс решил отдать Фетиду в жёны Пелею, от этого брака должен был родиться великий герой (у Пелея и Фетиды родится Ахилл). Условием для женитьбы Пелея на богине была его победа в единоборстве с невестой. Пелей победил её, держа своими могучими руками, несмотря на то, что она принимала вид львицы, змеи и даже превращалась в воду и огонь.
Свадьба Фетиды и Пелея отмечалась в пещере Хирона на горе Пелионе в присутствии всех олимпийских богов, за исключением неприглашённой богини раздора Эриды, которая обидевшись на то, подбросила на пир золотое яблоко из садов Гесперид, адресованное надписью на нём «Прекраснейшей». За это звание разразился спор между тремя богинями: Герой, Афиной и Афродитой, и ни одна из них не хотела уступать. Зевс отказался быть судьёй и отдал яблоко Гермесу, чтобы тот сопроводил их в окрестности Трои, где спор решит Парис, сын троянского царя Приама, см. Суд Париса. (Соблазненный обещаниями Афродиты дать ему в жены прекраснейшую из женщин, Парис отдал яблоко ей, а она помогла ему похитить жену спартанского царя Менелая прекрасную Елену, что послужило поводом для похода ахейцев на Трою.) Эта история послужила завязкой к Троянской войне.
Пелей получил на свадьбе от богов доспехи, которые отдал сыну Ахиллу. Ахиллес сам дал Патроклу доспехи, чтобы тот с мирмидонцами отбил троянцев от кораблей ахейцев (греков) и вернулся. Но тот ослушался и преследовал троянцев чуть ли не до самой стены, там и отправился к Аиду, сверженный копьём Гектора (прежде Патрокла оглушил Феб Аполлон и ранил в спину Эвфорб Панфоид). В итоге эти доспехи оказались у Гектора.

## Старость и последующая традиция
Узнав о смерти Ахилла под Троей, сыновья Акаста перестали бояться Пелея и изгнали его из Фтии. После изгнания Фетида наказала ему идти в пещеру у зарослей мирта, где он впервые овладел ею, и ждать, пока она не заберет его навеки к себе в морскую пучину. Пелей отправился в пещеру и оттуда стал жадно вглядываться в проходившие мимо корабли в надежде, что один из них привезет из Трои его внука Неоптолема.
Тем временем Неоптолем чинил свои потрепанные корабли в Молоссии, но, узнав об изгнании Пелея, под видом пленного троянца отплыл на корабле в Иолк, помышляя убить сыновей Акаста и захватить город. Однако Пелей, не выдержав ожидания, нанял судно до Молоссии. Бури отнесли его к острову Икос, что у Эвбеи, где он умер и был погребен, лишившись тем самым бессмертия, обещанного ему Фетидой.
На острове Икос Пелея почитали.
По другой версии, Фетида на мысе Сепиада сделала его бессмертным и перенесла в Нереев дом.
Пелею вместе с Хироном приносили человеческие жертвы в Пеле в Фессалии.
Действующее лицо трагедии Софокла «Пелей» (фр. 487—494 Радт, описан Пелей в старости, это пример «трагедии характеров»), сатировской драмы того же автора «Поклонники Ахилла», трагедии Еврипида «Пелей» (от всех трёх сохранились лишь незначительные фрагменты) и «Андромаха». В поэме «Алкмеонида» описывается убийство Пелеем и Теламоном Фока.